# Хеттенродт
Хеттенродт (нем. Hettenrodt) — община в Германии, в земле Рейнланд-Пфальц. 
Входит в состав района Биркенфельд. Подчиняется управлению Херрштайн.  Население составляет 712 человек (на 31 декабря 2010 года). Занимает площадь 5,32 км².